# Swerve Strickland
Stephon Strickland (Tacoma, 30 de setembro de 1990) é um lutador profissional e rapper americano. Ele trabalha atualmente para a All Elite Wrestling (AEW), onde atua sob o nome de ringue Swerve Strickland. Ele também é conhecido por seu tempo na WWE, onde atuou sob o nome de ringue Isaiah “Swerve” Scott e foi membro do grupo Hit Row.
Strickland começou sua carreira em 2008, atuando como Shane Strickland em várias promoções independentes até 2019, incluindo Major League Wrestling (MLW), Evolve Wrestling e Combat Zone Wrestling (CZW), onde conquistou os respectivos títulos principais dessas promoções: o MLW World Heavyweight Championship, o Evolve Championship e o CZW World Heavyweight Championship. De 2014 a 2018, Strickland atuou na Lucha Underground como um lutador mascarado chamado Killshot. Em 2019, ele assinou um contrato de desenvolvimento com a WWE, onde trabalhou como Isaiah "Swerve" Scott no NXT. Enquanto estava no NXT, foi parte do grupo Hit Row e conquistou o Campeonato Norte-Americano do NXT uma vez, mas logo após sua promoção para o plantel principal do SmackDown, foi liberado de seu contrato em novembro de 2021.
Após sua liberação da WWE, ele mudou seu nome para Swerve Strickland e assinou com a AEW em março de 2022. Ele formou uma dupla com Keith Lee, conquistando o Campeonato Mundial de Duplas da AEW uma vez. Após se voltar contra Lee, Strickland tornou-se o líder do grupo Mogul Embassy e conquistou o Campeonato Mundial da AEW em abril de 2024, tornando-se o primeiro campeão mundial negro da história da promoção.

## Início de vida
Stephon Strickland nasceu em Tacoma, Washington, no dia 30 de setembro de 1990. Seu pai, que era sargento de primeira classe e cozinheiro no Exército dos Estados Unidos, mudou a família para a Alemanha quando Strickland tinha apenas dois meses de idade, para viver em uma base militar americana em Frankfurt. Strickland passou os primeiros sete anos de sua vida na Alemanha. A família retornou mais tarde para os Estados Unidos e se estabeleceu em Mount Joy, Pensilvânia, onde Strickland frequentou a Donegal High School. Ele participou de shows de talentos e se destacou no futebol americano, basquete e atletismo.
Logo após sair do ensino médio, Strickland sentiu a necessidade de seguir os passos de seu pai e se alistou na Reserva do Exército dos Estados Unidos aos 17 anos. Ele completou seu treinamento básico do Exército dos Estados Unidos na Carolina do Sul, e depois passou 22 semanas de Treinamento Avançado Individual no Fort Eisenhower em Augusta, Geórgia. Em seguida, foi destinado a York, Pensilvânia, onde serviu como Especialista em Sistemas de Suporte de Sinal 25U por oito anos. Ele deixou a Reserva do Exército em 2015.

## Vida pessoal
Strickland tem duas filhas e um filho. Ele é primo do ex-linebacker da NFL, Fred Strickland.

## Outras mídias
Carreira musical
- Strickland é membro do grupo de hip hop Swerve City e também se apresenta solo como Swerve the Realest.[10]

Vídeogames
- Como Isaiah "Swerve" Scott, ele fez sua estreia em videogames no WWE 2K22.[11] Como Swerve Strickland, foi adicionado como um personagem jogável no AEW Fight Forever como DLC.[12]

## Títulos e prêmios
- All Elite Wrestling

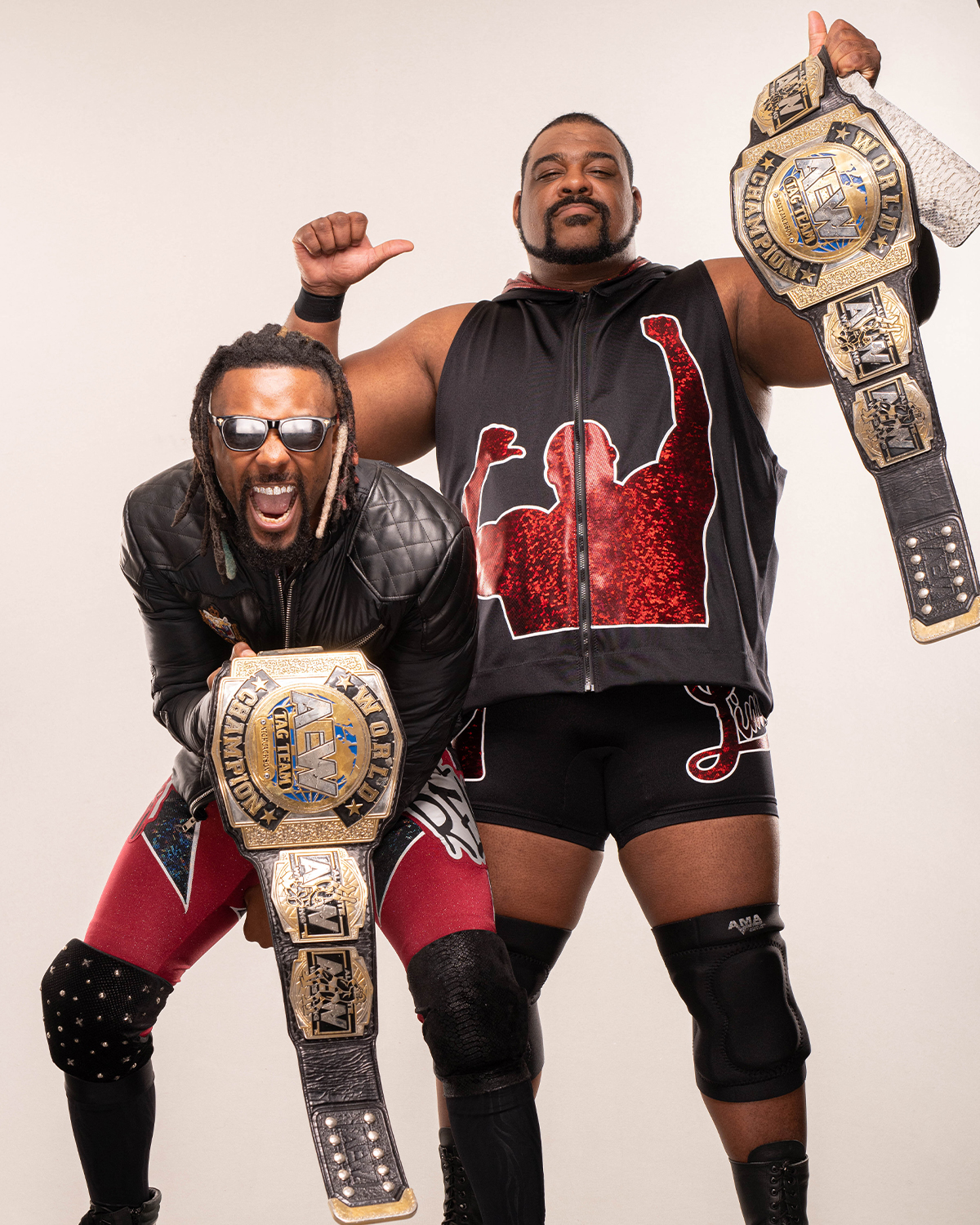
Strickland (esquerda) como um dos campeões mundiais de duplas da AEW junto com Keith Lee.

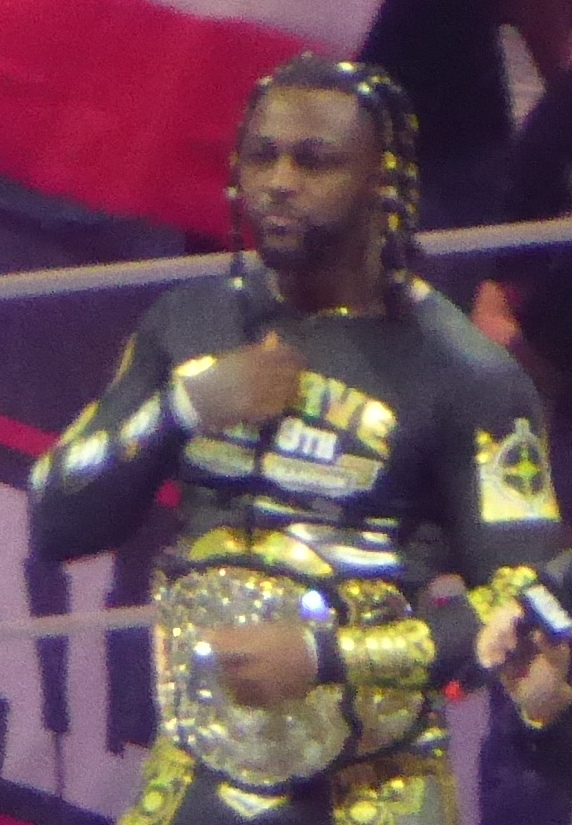
Strickland como campeão mundial da AEW.

  - Campeonato Mundial da AEW (1 vez)
  - Campeonato Mundial de Duplas da AEW (1 vez) – com Keith Lee[13]
- Combat Zone Wrestling
  - CZW World Heavyweight Championship (1 vez)[14][15]
  - CZW Wired TV Championship (2 vezes)[16]
- DEFY Wrestling
  - DEFY World Championship (3 vezes)[17]
  - Defy Tag Team Championship (1 vez) – com Christopher Daniels
- Evolve
  - Evolve Championship (1 vez)[18]
- Ground Xero Wrestling
  - GXW Respect Championship (1 vez)[19]
- Lucha Underground
  - Lucha Underground Trios Championship (2 vezes)[20] – com A. R. Fox e Willie Mack (1) e The Mack e Son of Havoc (1)
- Major League Wrestling
  - MLW World Heavyweight Championship (1 vez)[21][22]
  - MLW World Heavyweight Title Tournament (2018)[21]
- Next Generation Wrestling
  - NGW Championship (1 vez)[23]
- PCW Ultra
  - PCW Ultra Heavyweight Championship (1 vez)[24]
  - PCW Ultralight Championship (1 vez)[25]
- Pro Wrestling Illustrated
  - PWI o colocou na #2ª posição dos 500 melhores lutadores individuais em  2024[26]
- Sports Illustrated
  - Sports Illustrated o colocou na #2ª posição entre os 10 melhores lutadores de 2023[27]
- Vicious Outcast Wrestling 
  - VOW Hyper Sonic Championship (1 vez)[28]
- Westside Xtreme Wrestling
  - wXw World Tag Team Championship (1 vez) – com David Starr[29]
  - World Tag Team League (2016) – com David Starr[30]
- WrestleCircus
  - WrestleCircus Ringmaster Championship (1 vez)[31]
- WWE
  - Campeonato Norte-Americano do NXT (1 vez)[32][33]

### Lutas de Apostas
| Aposta  | Vencedor        | Perdedor          | Local                                     | Evento              | Data                                       | Notas                                                 |
| ------- | --------------- | ----------------- | ----------------------------------------- | ------------------- | ------------------------------------------ | ----------------------------------------------------- |
| Máscara | Son of Havoc    | Killshot          | Boyle Heights, Califórnia, Estados Unidos | Ultima Lucha Cuatro | 31 de outubro de 2018 (data que foi ao ar) | Máscara vs. Máscara no Ultima Lucha Cuatro            |
| Título  | Bryan Danielson | Swerve Strickland | Londres, Inglaterra, Reino Unido          | All In              | 25 de agosto de 2024                       | Título de Swerve vs. carreira de Danielson no All In. |